# Hospital da Universidade Católica Fu Jen
O Hospital da Universidade Católica Fu Jen é um hospital no distrito de Taishan, Nova Taipé, Taiwan, fundado em 2017.
Como meta de desenvolvimento, o hospital busca tornar-se a "Mayo Clinic de Taiwan".

## História
- 1990: A Faculdade de Medicina da Universidade Católica Fu Jen foi estabelecida.[5]
- 2007: A Clínica Universitária foi inaugurada na Faculdade de Medicina de Fu Jen.[6]
- 2017: O Hospital Universitário foi estabelecido.[7]